# Ligne d'Arches à Saint-Dié
La ligne d'Arches à Saint-Dié est une ligne ferroviaire française du département des Vosges, en région Grand Est. Elle relie les gares d'Arches, à proximité d'Épinal, et de Saint-Dié-des-Vosges.
À l'époque de la compagnie des chemins de fer de l'Est, elle constituait la section intermédiaire de la ligne 18 de Lunéville à Épinal (qui intégrait donc la ligne de Lunéville à Saint-Dié et une partie de la ligne d'Épinal à Bussang). En 1938, la région Est de la SNCF nouvellement constituée procéda à un remaniement de la numérotation des lignes de son réseau ; la ligne d'Arches à Saint-Dié resta la section intermédiaire d'une nouvelle ligne 18 d'Épinal à Strasbourg (qui intégrait donc désormais une partie de la ligne d'Épinal à Bussang et la ligne de Saint-Dié à Strasbourg).
Le 22 décembre 2018, le trafic de la ligne est suspendu et remplacé par un service routier de substitution (autocars), en raison du mauvais état des voies. La remise en service a eu lieu le 12 décembre 2021, après des travaux de rénovation.
Elle constitue la ligne no 062 000 du réseau ferré national.

## Historique

### Concession
La concession de la ligne s'est réalisée en deux phases. La section d'Arches à Laveline est concédée pour 99 ans à MM. Galtier Joseph père et Burdin de Péronne par une convention signée le 15 décembre 1866 avec le département des Vosges. La convention est approuvée par un décret impérial le 25 décembre 1867 qui déclare la ligne d'utilité publique. Les concessionnaires initiaux constituent la Société anonyme du chemin de fer de la Vologne.
La section de Laveline à Saint-Dié, en compagnie des embranchements de Laveline à Granges et de Saint-Léonard à Fraize, est concédée à la compagnie des chemins de fer des Vosges, nouveau nom de la Société anonyme du chemin de fer de la Vologne, par une convention signée le 3 juillet 1872 entre le département des Vosges et la compagnie. La convention est approuvée par un décret le 2 mai 1873 qui déclare la ligne d'utilité publique à titre d'intérêt local.

### Traités entre la Compagnie de l'Est et la Compagnie des Vosges
Différents traités règlent les relations entre la Compagnie de l'Est et la Compagnie des Vosges :
- le 28 juin 1869, traité relatif à la jonction avec la ligne d'Épinal à Remiremont, entre Arches et Pouxeux ;
- le 3 novembre 1873, traités de mise en communauté de la gare d'Arches et pour l'échange du matériel roulant ;
- le 10 août 1876, traité de mise en communauté de la gare de Saint-Dié ;
- le 30 août 1877, traité fixant les conditions d'utilisations par la Compagnie des Vosges des installations « Est » de Saint-Dié.

### Ouverture
La ligne a été ouverte :
- le 3 novembre 1869, d'Arches à Bruyères[5] ;
- le 20 janvier 1870, de Bruyères à Laveline[5] ;
- le 11 juillet 1874, de Laveline à Granges (ligne de Laveline-devant-Bruyères à Gérardmer), ainsi qu'à La Chapelle[5] ;
- le 7 octobre 1876, de La Chapelle à Saint-Dié[5].

L'horaire de 1877 fait apparaitre trois trains dans chaque sens reliant Épinal à Saint-Dié, un train reliant Épinal à Laveline et vice-versa (le train de Laveline vers Épinal étant amorcé à Granges), et un train reliant Laveline à Saint-Dié et vice-versa. La halte de Deycimont n'est desservie que par trois des quatre trains qui y passent dans chaque sens, alors que celle de Laval n'existe pas encore. Les trains se croisent en gare de Lépanges vers 13 h et vers 17 h 30, en gare de Bruyères vers 8 h 50, et en gare de Saint-Léonard vers 9 h 45. Le trajet de bout en bout est d'un peu moins de 3 h, soit une vitesse moyenne d'environ 22 km/h.

### Reprise de la ligne par la Compagnie de l'Est
La petite compagnie, dont les finances périclitent, conclut le 10 décembre 1880 une convention avec l'État, approuvée par la loi du 14 avril 1881 (promulguée le lendemain), prononçant le rachat par l'État du réseau pour la somme de 10 600 000 F et l'intégration de la ligne dans le réseau de chemin de fer d'intérêt général. Le ministre des Travaux publics, qui doit assurer l'exploitation du réseau, conclut le 21 septembre 1881 une convention avec la Compagnie de l'Est, approuvée par décret du 3 octobre 1881, confiant à cette dernière l'exploitation du réseau des Vosges. La Compagnie des Vosges qui, en vertu de la convention du 10 décembre 1880, devait assurer à ses risques et périls l'exploitation de la ligne pendant une période de six mois à partir de la date de promulgation de la loi approuvant ladite convention, confie l'exploitation du réseau à la Compagnie de l'Est le 16 octobre 1881.
La ligne est cédée par l'État à la Compagnie des chemins de fer de l'Est par une convention signée entre le ministre des Travaux publics et la compagnie le 11 juin 1883. Cette convention est approuvée par une loi le 20 novembre suivant.

### La ligne durant la Première Guerre mondiale

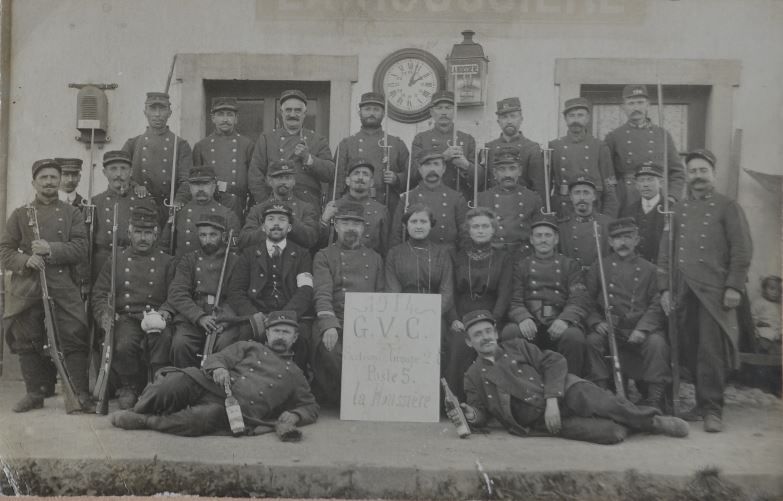
Groupe GVC de 1914, en gare de La Houssière.

Nombre de lignes ferroviaires, proches de la frontière puis du front, firent l'objet d'une surveillance et d'une protection militaires, dévolues aux hommes des régiments territoriaux organisés en groupes de Gardes de Voies et Communications (GVC). La ligne d'Arches à Saint-Dié fut concernée, ainsi qu'en témoigne la photographie ci-contre.
L'offensive allemande, lors de la bataille de la Haute Meurthe, porte les combats à proximité immédiate de la ligne (notamment au col d'Anozel et dans la vallée du Taintroué). Le site du Grand Remblai, proche du tunnel de Vanémont, est alors un lieu d'exécution des sentences de mort prononcée pour l'exemple par l'autorité militaire, envers des soldats français d'active jugés manquant de combativité au front.

### Suspension et reprise du trafic ferroviaire
Le 6 juillet 2018, arguant la vétusté des infrastructures, la SNCF indique que le trafic ferroviaire entre Arches et Saint-Dié-des-Vosges sera suspendu à compter du 22 décembre de la même année. En effet, depuis cette date, les voyageurs disposent d'un service d'autocars comme substitution.
En juillet 2019, la ministre des transports Élisabeth Borne annonce la réouverture des 48 kilomètres de la ligne vers 2022, à la suite d'une rénovation dont le coût s'élève à 21 millions d'euros. Dans le cadre de l'ouverture à la concurrence, le service pourrait alors être effectué par un opérateur privé, après un appel d'offres de la région Grand Est.
La ligne est rouverte le 12 décembre 2021, après des circulations techniques réalisées à partir du 9 décembre ; le chantier de rénovation a coûté 21 millions d'euros, comprenant notamment la réfection du tunnel de Vanémont (qui souffrait de désordres structurels importants). L'ouverture à la concurrence devrait être effectuée ultérieurement, en l'occurrence fin 2023.
Depuis la réouverture effectuée le 12 décembre 2021, la ligne propose 10 allers-retours par jour la semaine, huit le samedi et 5,5 le dimanche. Seules les gares d'Arches, Bruyères et Saint-Dié-des-Vosges sont alors desservies, la plupart des circulations prolongeant des trajets en provenance ou à destination de Strasbourg ; les autres gares desservies jusqu'en 2018 conservent les autocars de substitution (mis en place depuis cette date), qui s'arrêtent donc à Cheniménil, Docelles, Lépanges, Laveline-devant-Bruyères, Biffontaine, La Houssière, Corcieux et Saint-Léonard.

## Infrastructure

### Tracé
La ligne a une longueur construite de 46,335 km, non comprises les réutilisations des voies existantes (2,408 km au départ d'Arches et 0,187 km au départ de Saint-Dié).
La ligne remonte la vallée de la Vologne sur sa rive droite, parfois à proximité immédiate, la construction de la ligne ayant alors nécessité une adaptation du lit de la rivière. Peu avant la gare de Laval, la ligne s'écarte du cours d'eau pour gravir le tertre sur lequel se perche Bruyères, dont la gare, atteinte après l'ascension de rampes atteignant 14 mm/m, se trouve en contrebas de la ville, à la sortie du double tunnel de Bruyères.
À la gare de Laveline, la ligne, après une section dont la pente atteint 14 mm/m, retrouve le cours de la Vologne. Laissant à sa droite l'embranchement de Gérardmer, qui remonte la rivière, la ligne 18 remonte quant à elle le Neuné, avec des rampes atteignant 15 mm/m jusqu'au faîte de Vanémont, à 505 m d'altitude, où elle bascule dans le bassin de la Meurthe, rivière qu'elle atteint à Saint-Léonard, après des pentes de 15 mm/m, et qu'elle suit jusqu'à son terminus de Saint-Dié.

### Voie
La ligne a été construite à voie unique, mais le renforcement du réseau stratégique des Vosges, à la suite de la défaite de 1870, prévoit le doublement des voies d'Arches à La Chapelle. Ce doublement est effectif le 27 juin 1892.
Au-delà, le doublement ne sera effectif qu'à l'ouverture de la liaison par le col de Saales, le 14 mai 1929.
La ligne a été remise à voie unique au cours de la Seconde Guerre mondiale, l'armée allemande ayant procédé au démontage lors de sa retraite en 1944.

### Pont
Le seul pont important de la ligne se trouve à son origine. Il s'agit du franchissement de la Moselle, en aval immédiat de la confluence avec la Vologne.

### Tunnels
La ligne comprend deux zones de tunnels, respectivement à Bruyères et à Vanémont.
Étant donné l'historique de la ligne, d'abord construite à voie unique avant d'être ultérieurement dédoublée, les deux voies n'ont jamais partagé le même tunnel.
À Bruyères, les tunnels, situés à la sortie de la gare direction Arches, franchissent l'éperon sur lequel passe la RD 44. La voie 1 franchit un tunnel de 146,37 m, situé entre les PK 18,954 et 19,100 ; la voie 2 franchit quant à elle un tunnel de 142,96 m, situé entre les PK 18,957 et 19,103. Actuellement, la voie, unique, utilise le tunnel de la voie 2.
À Vanémont, les tunnels se trouvent entre les gares de Corcieux - Vanémont et de Saint-Léonard. Il y a en réalité trois tunnels :
- le tunnel de Vanémont no 1 voie 1, de 162 m, situé entre les PK 34,680 et 34,842 ;
- le tunnel de Vanémont no 1 voie 2, même longueur et même emplacement ;
- le tunnel de Vanémont no 2 voie 2, de 160 m, situé entre les PK 35,478 et 35,638.

Le tunnel de Vanémont no 2 voie 1 n'existe pas. Lors du dédoublement, la voie 1 a été construite à flanc de coteau à ciel ouvert. Actuellement, la voie, unique, utilise le tunnel de la voie 1 et la section à ciel ouvert.

### Embranchements
Outre les deux embranchements vers Gérardmer et Fraize, et la jonction avec la ligne de la vallée de la Mortagne, la ligne comporte les embranchements suivants :
- en gare de Docelles - Cheniménil, l'embranchement particulier « TMF » a été le dernier embranchement particulier actif et a justifié jusqu'en 2011 la seule desserte fret actuelle de la ligne. Il était en réalité essentiellement constitué de la cour marchandises de la gare d'origine ;
- peu avant la gare de Laval, au moment de s'éloigner du cours de la Vologne, la ligne laisse à sa droite l'embranchement de la papeterie de Laval, inexploité, qui longe la rivière sur un peu plus de 800 m.
- à Bruyères, au niveau de la bifurcation de la ligne vers Rambervillers, […] ;
- à La Chapelle, desserte d'une usine […] ;
- à Saulcy, desserte d'une usine […] ;
- à Saint-Dié, le raccordement de Saint-Dié, de 969 m déclaré d'utilité publique en 1923, non ouvert au trafic commercial, permettait de rejoindre la ligne du col de Saales sans rebrousser en gare de Saint-Dié. Ce raccordement a été déclassé par décret du 9 décembre 1992, mais déjà déposé en 1990.

## Exploitation

### Compagnie des Vosges
Dès l'ouverture de la première section de la ligne, d'Arches à Bruyères, la Société de la Vologne dispose de deux locomotives, acquises auprès de l'usine de Graffenstaden. L'extension du réseau oblige la société à acquérir cinq nouvelles locomotives ; l'annexion de l'Alsace-Lorraine par l'Allemagne oblige la société à s'adresser auprès de la SACM de Belfort, branche demeurée française de l'usine de Graffenstaden.
| N° | Type | Constructeur  | Nom de baptême       |
| -- | ---- | ------------- | -------------------- |
| 1  | 030T | Graffenstaden | La Vologne           |
| 2  | 030T | Graffenstaden | La Ville de Bruyères |
| 3  | 030T | SACM Belfort  | Granges              |
| 4  | 030T | SACM Belfort  | Ville de Saint-Dié   |
| 5  | 030T | SACM Belfort  | Fraize-Plainfaing    |
| 6  | 030T | SACM Belfort  | Les Vosges           |
| 7  | 030T | SACM Belfort  | Ville de Badonviller |